# Percival James Patterson
Percival James Patterson, més conegut com a P. J. Patterson, és un polític jamaicà. Primer Ministre de Jamaica des de 1992 fins a 2006, fou el primer afroamericà de la història de Jamaica a ocupar aquest càrrec. Durant el seu govern va realitzar una política d'esquerres i d'integració amb el Caricom.
Va criticar l'actuació del president dels Estats Units George W. Bush a Haití, per l'expulsió del president d'aquest país Jean-Bertrand Aristide durant la Crisi d'Haití de 2004. Patterson va aconseguir que Jamaica fos el primer país del Carib que va signar l'acord energètic Petrocaribe promogut pel president veneçolà Hugo Chávez.
Patterson, el govern del qual fou el més longeu de la història jamaicana (amb una durada de 14 anys exactes), va ser succeït en el càrrec de primer ministre per Portia Simpson-Miller el 30 de març de 2006.